# アニ*クリ15
『アニ＊クリ15』は、2007年に制作された日本の短編テレビアニメ15作品。日本放送協会 (NHK)各チャンネルのスポット枠で不定期に放送された。

## 概要
NHKの総合テレビ、教育テレビ、衛星第1テレビ (BS1) 、衛星第2テレビ (BS2) 、デジタル衛星ハイビジョン (BShi) の放送番組間に挿入されるスポット枠で放送された、ショートアニメ作品のオムニバス企画。「放送時間1分、内容はフリーテーマ」という趣旨のもと、日本を代表する15名のクリエイターが制作に参加した。
前後に「アニ＊クリ15」の共通タイトルが入るため、本編の実尺は56秒となる。各クリエイターは実験的な制約の中で、SF、ファンタジー、アクション、アート系、日常描写などの個性的なテーマに挑戦している。音響制作やアフレコにはNHKのスタッフ・アナウンサーも参加した。
2007年5月より2009年3月にかけ、3期に分けて各5作品がランダムに放送された。スポット枠であるため、新聞や雑誌のテレビ欄には放送時間や放送話が記載されなかった。視聴者からの反応では、放送時間の問合せが最も多かったという。
また、15作品の一挙放送や、クリエイターのインタビューを収録したメイキング番組も放送された。
第3シーズンに放送された「オハヨウ」は、2010年に死去した今敏が発表した最後の作品となった。

## 作品

### 第1シーズン
2007年5月7日より放送。
火男 (ヒョットコ)
- 原案・デザイン・監督 - ソエジマヤスフミ
- モデリングディレクション・デザイン - 小林武人
- 美術・モデリング - 土屋亮真
- お囃子の作詞 - 植木豊和、ソエジマヤスフミ
- 音楽 - おかもとだいすけ
- プロデューサー - 吉岡宏起、川原陽子
- 制作 - ゴンゾ
- キャスト

- アラバキ（火男）：中田譲治

ナミダの向こう・・
- 原作・監督・キャラクターデザイン・美術設定・監督 - 林明美
- 音楽 - I's CUBE
- 編集 - 肥田文
- 色彩設計・色指定・検査 - 垣田由紀子
- 撮影 - 大山佳久（株式会社ゲルニカ）
- 美術 - 加藤浩（ととにゃん）
- プロデューサー - 斉藤友子
- 制作プロデューサー - 上村泰
- 制作 - ガイナックス

宇宙人襲来 ヒロシの場合
- 原作・監督・キャラクターデザイン・原画 - 西見祥示郎
- CGI監督 - 鷲田知子
- 背景 - 木村真二
- 音楽 - おかもとだいすけ
- アニメーションプロデューサー - 山田国寿
- 制作 - STUDIO 4℃
- キャスト

- ヒロシ：千葉優輝

アタック オブ 東町２丁目
- 原作・監督・キャラクターデザイン・美術 - 木村真二
- CGI監督 - 川村晃弘
- 音楽 - おかもとだいすけ
- アニメーションプロデューサー - 山田国寿
- 制作 - STUDIO 4℃
- キャスト

- 宇宙人：小田切千
- アナウンサー・主婦：神田愛花　

三茶ブルース
- 原作・監督・キャラクターデザイン・作画・美術 - 小林治
- アニメーションプロデューサー - 藤尾勉
- 制作 - マッドハウス
- 挿入歌

- 「3rd STAR☆」 - PONI CAMP
- 「あおぞらジェネレイション」 - ドレミ團
- 「ベロコア」 - PONI CAMP

- キャスト（小林監督作『BECK』の声優陣を起用）

- 店主のおじさん：掟ポルシェ
- 女子高生A：山川琴美
- 女子高生B：エナポゥ
- 女子高生C：日比愛子
- ビジュアル男：上野裕馬
- キャバクラ女：斉木美帆
- モヒカン男：大畑伸太郎
- パンク男：奈良徹

### 第2シーズン
2007年8月6日より放送。
PROJECT_MERMAID
- 原作・監督・絵コンテ - 押井守
- 演出・コンポジット - 岸田幸士
- キャラクターデザイン・モデリング・アニメーション - 大野大樹
- テクニカルディレクター - 馬軼
- 音楽 - 川井憲次
- CGプロデュース - 水谷英二
- プロデューサー - 三本隆二
- 制作 - Production I.G
- キャスト

- マーメイド：兵藤まこ

スポーツ大佐 第18話「刺客が山狩りに来た!!」
- 監督 - 小田扉、清水保行
- 原作 - 「スポーツ大佐」（週刊ビッグコミックスピリッツ連載『団地ともお』より）
- 演出・作画監督・原画 - 清水保行
- 絵コンテ・題字 - 小田扉
- CGI監督 - 鷲田知子
- 音楽 - おかもとだいすけ
- アニメーションプロデューサー - 山田国寿
- 制作 - STUDIO 4℃
- 声の出演

- ナレーション：羽佐間道夫

ワンダバキッス
- 監督・キャラクターデザイン - 竹内敦志
- 原作 - Production I.G
- 作画監督・原画 - 浅野恭司
- 色彩設定・背景 - 広瀬いづみ
- 3DCG - 佐藤敦
- 撮影監督 - 江面久
- 音楽 - おかもとだいすけ
- プロデューサー - 和田丈嗣
- アニメーションプロデューサー - 中武哲也
- 制作 - Production I.G

ゆルルル 〜日常編〜
- 原作・監督・キャラクターデザイン・原画 - 中澤一登
- CGI監督 - 廣田裕介
- 音楽 - おかもとだいすけ
- アニメーションプロデューサー - 山田国寿
- 制作 - STUDIO 4℃

ジャイロソプター Gyrosopter
- 原案・監督・キャラクターデザイン - 村田蓮爾、籔田達也
- 原作・脚本・演出・絵コンテ・美術 - 薮田達也
- 3DCGスーパーバイザー - 薮田達也
- 背景 - 土屋亮真
- CGI - 苗宏図、劉慧蓉、陳波
- VFX・コンポジット - 市川覚、古川厚
- 音楽 - おかもとだいすけ
- 歌 - 渡辺静香
- リファレンスアクター - 平泉周、福田亜由美
- プロデューサー - 服部豊和
- 制作 - ゴンゾ

### 第3シーズン
2007年12月10日より放送。
猫の集会
- 原作・監督・絵コンテ・美術・色彩設計・撮影・編集 - 新海誠
- キャラクターデザイン・作画監督・原画 - 西村貴世
- 音楽 - 天門
- プロデューサー - 伊藤耕一郎
- 制作 - コミックス・ウェーブ・フィルム
- キャスト

- 娘、チョビ（猫）：寺崎裕香
- 母：中川玲
- 父：前田剛
- 祖母：尾小平志津香

おっかけっこ
- 原作・監督・絵コンテ - マイケル・アリアス
- キャラクターデザイン・作画監督・原画 - 濱田高行
- 美術監督 - 白石誠
- CGI監督 - 坂本拓馬
- 色彩設定 - 伊藤美由樹
- ロボットデザイン - Walter Pezzali
- CGI - マツ・アンドレン
- 音楽 - Plaid
- サウンドデザイン - Mitch Oslas
- アニメーションプロデューサー - 山田国寿
- 制作 - STUDIO 4℃

オハヨウ
- 原作・監督・コンテ・演出 - 今敏
- 作画監督・原画・動画検定 - 鈴木美千代
- 美術・背景 - 東地和生
- 色彩設定・色指定・検査 - 林可奈子
- 撮影監督・撮影 - 加藤道哉
- 音楽 - おかもとだいすけ
- 制作プロデューサー - 松尾亮一郎
- プロデューサー - 原史倫
- 制作 - マッドハウス

おんみつ☆姫
- 原案・監督・絵コンテ・美術・原画 - 前田真宏
- 色彩設定・色指定・検査・特効 - 古市裕一
- 撮影監督 - 荻原猛夫
- 音楽 - 伊福部昭：「シンフォニア・タプカーラ」第三楽章より
- プロデューサー - 緒方智幸
- 制作 - ゴンゾ
- キャスト
  - おんみつ姫 / 玉姫：升望
  - ペロリ提督：西野真人
  - 稚児丸：谷古美玲
  - かむろA：藤屋みなみ
  - かむろB：清水育子
  - Evil忍者A：関幸司
  - Evil忍者B：山本剛史
  - Evil忍者C：熊田裕成
  - Evil忍者D：相馬康一
  - タコ：片山里恵
  - ナレーション、じい：渡辺俊雄

プロジェクトΩ
- 原作・メカデザイン・絵コンテ・監督 - 河森正治
- キャラクターデザイン・作画監督・演出 - 高岡淳一
- レイアウト・原画 - 臼田美夫
- CGI - 高橋将人
- モニターグラフィック - HIBIKI
- CGプロデューサー - 橋本トミサブロウ
- 色彩設定・色指定・検査 - のぼりはるこ
- 美術 - ブリュネ・スタニスラス、ピオセル・ベルトラン
- 音楽 - おかもとだいすけ
- 制作 - サテライト
- キャスト

- 副指令：天神英貴
- ドラマのヒロイン：日笠山亜美
- アナウンサー：神田愛花

## 関連書籍
アニ・クリ15 DVD×マテリアル
2009年6月27日、一迅社より発行。ISBN 9784758011426
各作品の絵コンテ・原画・設定資料、クリエイターのロングインタビューなどを掲載。付属DVDには15作品の本編とメイキング映像（計75分）を収録する。付録は『プロジェクトΩ』に登場したNHKロボ（巨大ロボットに変形したNHK放送センタービル）のペーパークラフト。